# Cutthroat Kitchen
Cutthroat Kitchen (conocido en España como Sabotaje en la cocina) es un programa de televisión estadounidense de telerrealidad culinaria presentado por Alton Brown, que se estrenó el 11 de agosto de 2013 en Food Network. En cada programa cuatro chefs tienen que competir entre sí, cocinando platos gourmet que serán juzgados por una celebridad invitada. Lo novedoso del programa es la introducción de las subastas en las que se pueden adquirir oportunidades para sabotear a los rivales o usarlas en beneficio propio. A cada cocinero se le da $25.000 al inicio del programa, y el ganador podrá quedarse con todo el dinero que no se haya gastado en las subastas.

## Formato
En cada episodio de Cutthroat Kitchen cuatro chefs se enfrentan a tres desafíos de cocina. En cada desafío se da a los chefs un tipo de plato que deben cocinar; se espera que sus platos sean refinados y se adapten a los estándares de la alta cocina dentro de un período de tiempo limitado, normalmente 30 minutos, después de un minuto para la adquisición de los ingredientes de la despensa. Cualquier chef que no logre salir de la despensa antes de que pase el minuto, debe entregar un ingrediente que elegirá el propio presentador. Después se preparan los platos, un juez invitado evalúa cada uno y el chef con el peor plato es eliminado.
Al comienzo del juego, a cada cocinero se le entrega $25.000. En cada uno de los dos primeros desafíos, una vez que los chefs han adquirido sus ingredientes, el presentador vende una serie de artículos para el sabotaje o beneficio en una subasta, el postor ganador pagará el artículo con el dinero que le ha sido entregado. Un chef puede utilizar un elemento de sabotaje contra sus oponentes con el fin de afectar a su elección de ingredientes, a los utensilios o métodos de cocina, u otros aspectos del desafío. Por ejemplo, un elemento de sabotaje puede obligar a un chef a renunciar a ingredientes frescos por otros que vienen enlatados o congelados, o verse obligado a tener que cocinar utilizando como única fuente de calor aparatos como un microondas o un camping gas. El incumplimiento de las condiciones del sabotaje puede conducir a la burla del presentador, una multa y/o ser forzado a reiniciar la receta. Por su parte, también existen los artículos de beneficio, que dan una ventaja al adjudicatario, como ser el único chef al que le está permitido utilizar la sal, probar la comida, o freír alimentos. El juez no es informado de estos sabotajes o beneficios, por lo que cada plato se juzga de una manera imparcial. Los chefs eliminados pierden todo su dinero restante.
Durante el desafío final, no se subastan artículos de sabotaje o beneficio al inicio del reto; en cambio, las subastas se producen mientras que los chefs están cocinando. El ganador de un artículo puede utilizarlo de inmediato contra su oponente, obligándolo a cambiar en el momento su método de cocina. El vencedor será recompensado con la suma de dinero que haya conseguido conservar de los $25.000 iniciales tras participar en las pujas.

## Jueces
Los jueces regulares en el programa son Jet Tila, Simon Majumdar, y Antonia Lofaso. Giada De Laurentiis fue la juez invitada en el episodio "The Yolk's on You". Geoffrey Zakarian fue el juez en el episodio "Well, Hot Clam!". Los restauradores Jaime Martin Del Campo, Ramiro Arvizu, Daniel Holzman, y Sherry Yard fueron los jueces en el episodio "Judging Judges".

## Episodios

### Temporada 1
| N.º en el programa | N.º en la temporada | Título del episodio                  | Título en español                          | Fecha de emisión original | Episodio/ Prod. # | Platos                                                                      | Jueces         |
| ------------------ | ------------------- | ------------------------------------ | ------------------------------------------ | ------------------------- | ----------------- | --------------------------------------------------------------------------- | -------------- |
| 1                  | 1                   | Vive Le Sabotage                     | Una cena con pavo                          | 11 de agosto de 2013      | KT0104H           | Pavo Tostada francesa Lobster roll con guarnición                           | Antonia Lofaso |
| 2                  | 2                   | Pork Chops and Sabotage              | Tres recetas para cuatro chefs             | 18 de agosto de 2013      | KT0103H           | Chuleta de cerdo con compota de manzana Macarrones con queso Fish and chips | Simon Majumdar |
| 3                  | 3                   | Tac'o the Town                       | Tacos y cangrejos                          | 25 de agosto de 2013      | KT0102H           | Tacos Huevos Benedict Crabcake                                              | Simon Majumdar |
| 4                  | 4                   | Let Them Eat Cupcakes                | ¡Hagamos cupcakes!                         | 1 de septiembre de 2013   | KT0105H           | Cheesesteak Cupcakes Pizza                                                  | Simon Majumdar |
| 5                  | 5                   | Winner, Winner, Fried Chicken Dinner | Los raviolis más originales                | 8 de septiembre de 2013   | KT0106H           | Ravioli Hamburguesa Pollo frito                                             | Antonia Lofaso |
| 6                  | 6                   | Wing It                              | Espaguetis con albóndigas                  | 15 de septiembre de 2013  | KT0101H           | Espaguetis con albóndigas Alitas de pollo Dónut                             | Jet Tila       |
| 7                  | 7                   | Tiny Tools, Big Problems             | Pastel de carne y rollito de primavera     | 22 de septiembre de 2013  | KT0107H           | Sándwich de queso con sopa de tomate Cottage pie Rollo de huevo             | Jet Tila       |
| 8                  | 8                   | Steak Out                            | Tortilla de huevo de avestruz              | 29 de septiembre de 2013  | KT0108H           | Filete con patatas fritas Tortilla francesa Bananas Foster                  | Simon Majumdar |
| 9                  | 9                   | Kiss My Grits                        | Nachos y salchichas                        | 6 de octubre de 2013      | KT0109H           | Nachos Salchicha y pimientos Shrimp and Grits                               | Jet Tila       |
| 10                 | 10                  | Humble Pie                           | Tarta y bol de arroz asiático              | 13 de octubre de 2013     | KT0110H           | Burrito Pastel Bol de arroz al Teriyaki                                     | Jet Tila       |
| 11                 | 11                  | Un-Holy Trinity                      | Pancakes para desayunar                    | 20 de octubre de 2013     | KT0111H           | Pancake Jambalaya Pastel de carne con puré de patatas                       | Antonia Lofaso |
| 12                 | 12                  | Chicken Cordon 'Blue'                | Lasaña, Chili y Cordon Bleu                | 27 de octubre de 2013     | KT0112H           | Lasaña Chili con carne San Jacobo                                           | Antonia Lofaso |
| 13                 | 13                  | S'more Sabotage                      | Sándwich con guarnición, barbacoa y Smores | 3 de noviembre de 2013    | KT0113H           | Sándwich con guarnición Parrillada S'more                                   | Jet Tila       |

### Temporada 2
| N.º en la serie | N.º en la temporada | Título del episodio                  | Fecha de emisión original | Episodio/Producción # |
| --------------- | ------------------- | ------------------------------------ | ------------------------- | --------------------- |
| 14              | 1                   | Wham Clam Thank You Ma'am            | 15 de diciembre de 2013   | KT0201H               |
| 15              | 2                   | Duck, Duck, Gnocchi                  | 22 de diciembre de 2013   | KT0203H               |
| 16              | 3                   | Shrimp or Get Off the Pot Sticker    | 29 de diciembre de 2013   | KT0204H               |
| 17              | 4                   | The Yolk's on You                    | 5 de enero de 2014        | KT0205H               |
| 18              | 5                   | Cutthroat Kiddy Kitchen              | 12 de enero de 2014       | KT0202H               |
| 19              | 6                   | Soupsy Daisy                         | 19 de enero de 2014       | KT0206H               |
| 20              | 7                   | A Penny for Your Chocolates          | 26 de enero de 2014       | KT0207H               |
| 21              | 8                   | A Crepe-Y Situation                  | 2 de febrero de 2014      | KT0208H               |
| 22              | 9                   | Melts in Your Pot, Not in Your Hand  | 9 de febrero de 2014      | KT0209H               |
| 23              | 10                  | Foul Play                            | 16 de febrero de 2014     | KT0210H               |
| 24              | 11                  | Gluttons for Punishment              | 23 de febrero de 2014     | KT0211H               |
| 25              | 12                  | It's Not Delivery, It's Old Delivery | 2 de marzo de 2014        | KT0212H               |
| 26              | 13                  | Pressed or Steamed                   | 9 de marzo de 2014        | KT0213H               |

### Temporada 3
| N.º en la serie | N.º en la temporada | Título del episodio                                       | Fecha de emisión original | Episodio/ Producción # |
| --------------- | ------------------- | --------------------------------------------------------- | ------------------------- | ---------------------- |
| 27              | 1                   | A Few Good Ramen                                          | 16 de marzo de 2014       | KT0307H                |
| 28              | 2                   | Breakfast in Bed Alternate title: Wicked Winners          | 23 de marzo de 2014       | KT0308H                |
| 29              | 3                   | Hawaiʻi 5-Oh No!                                          | 30 de marzo de 2014       | KT0309H                |
| 30              | 4                   | Two Chefs in a Pod                                        | 6 de abril de 2014        | KT0301H                |
| 31              | 5                   | Chain of Tools Título original: Layer, I Hardly Know Her! | 13 de abril de 2014       | KT0302H                |
| 32              | 6                   | Tso Good                                                  | 20 de abril de 2014       | KT0303H                |
| 33              | 7                   | The Rice Stuff                                            | 27 de abril de 2014       | KT0304H                |
| 34              | 8                   | Ladel-ayheehoo                                            | 4 de mayo de 2014         | KT0305H                |
| 35              | 9                   | Life's a Mystery... Meat                                  | 11 de mayo de 2014        | KT0306H                |
| 36              | 10                  | Hakuna Frittata                                           | 16 de mayo de 2014        | KT0312H                |
| 37              | 11                  | Well, Hot Clam!                                           | 25 de mayo de 2014        | KT0311H                |
| 38              | 12                  | Judging Judges                                            | 1 de junio de 2014        | KT0310H                |
| 39              | 13                  | Panini, Meeny, Miny, Moe                                  | 15 de junio de 2014       | KT0313H                |

### Temporada 4
| N.º en la serie | N.º en la temporada | Título del episodio                         | Fecha de emisión original | Episodio/Producción # |
| --------------- | ------------------- | ------------------------------------------- | ------------------------- | --------------------- |
| 40              | 1                   | I Can't Believe It's Not Udder              | 22 de junio de 2014       | KT0401H               |
| 41              | 2                   | You Wanna Pizza This?                       | 29 de junio de 2014       | KT0402H               |
| 42              | 3                   | Anything But a Cake Walk                    | 6 de julio de 2014        | KT0404H               |
| 43              | 4                   | Big Trouble in Little Chinese Chicken Salad | 13 de julio de 2014       | KT0403H               |
| 44              | 5                   | Welcome to the Jungle                       | 20 de julio de 2014       | KT0405H               |
| 45              | 6                   | I Like My Peppers Pulverized                | 27 de julio de 2014       | KT0406H               |
| 46              | 7                   | Two Chefs, One Toga                         | 3 de agosto de 2014       | KT0409H               |
| 47              | 8                   | Ho-Ley Pot                                  | 10 de agosto de 2014      | KT0407H               |
| 48              | 9                   | Superhero Sabotage                          | 17 de agosto de 2014      | KT0411H               |
| 49              | 10                  | The Eggs-Orcist                             | 24 de agosto de 2014      | KT0408H               |
| 50              | 11                  | When in Rome, Cook on a Scooter             | 31 de agosto de 2014      | KT0410H               |
| 51              | 12                  | Chili'd to the Bone                         | 7 de septiembre de 2014   | KT0412H               |
| 52              | 13                  | Tongue Thai-ed                              | 14 de septiembre de 2014  | KT0413H               |

### Temporada 5
| N.º en la serie | N.º en la temporada | Título del episodio            | Fecha de emisión original | Episodio/Producción# |
| --------------- | ------------------- | ------------------------------ | ------------------------- | -------------------- |
| 53              | 1                   | Crabs of Steel                 | 21 de septiembre de 2014  | KT0501H              |
| 54              | 2                   | Tos-ta-da!                     | 28 de septiembre de 2014  | KT0502H              |
| 55              | 3                   | SaBOOOtage                     | 5 de octubre de 2014      | KT0504H              |
| 56              | 4                   | Superstar Sabotage: Heat One   | 8 de octubre de 2014      | KT0507H              |
| 57              | 5                   | Here's Looking at You, Squid   | 12 de octubre de 2014     | KT0503H              |
| 58              | 6                   | Superstar Sabotage: Heat Two   | 15 de octubre de 2014     |                      |
| 59              | 7                   | Superstar Sabotage: Heat Three | 22 de octubre de 2014     | KT0510H              |
| 60              | 8                   | The Undertater                 | 26 de octubre de 2014     | KT0512H              |
| 61              | 9                   | Superstar Sabotage: Heat Four  | 29 de octubre de 2014     | KT0511H              |
| 62              | 10                  |                                |                           |                      |
| 63              | 11                  |                                |                           |                      |
| 64              | 12                  |                                |                           |                      |
| 65              | 13                  |                                |                           |                      |

### Temporada 6
| N.º en la serie | N.º en la temporada | Título del episodio   | Fecha de emisión original | Episodio/Producción # |
| --------------- | ------------------- | --------------------- | ------------------------- | --------------------- |
| 66              | 1                   | With a Chariot on Top |                           | KT0601H               |
| 67              | 2                   | Empanada Chance       |                           | KT0602H               |
| 68              | 3                   | In It to Twin It      |                           | KT0603H               |
| 69              | 4                   | S'Mortal Combat       |                           | KT0604H               |
| 70              | 5                   |                       |                           |                       |
| 71              | 6                   |                       |                           |                       |
| 72              | 7                   |                       |                           |                       |
| 73              | 8                   |                       |                           |                       |
| 74              | 9                   |                       |                           |                       |
| 75              | 10                  |                       |                           |                       |
| 76              | 11                  |                       |                           |                       |
| 77              | 12                  |                       |                           |                       |
| 78              | 13                  |                       |                           |                       |